# 周萌 (官员)
周萌（1957年8月—），男，汉族，江西丰城人，中华人民共和国政治人物。中共中央党校研究生班经济管理专业毕业。

## 生平
1974年9月参加工作。1976年8月加入中国共产党。历任省委办公厅秘书处副处级秘书，新建县委副书记，南昌市青云谱区委副书记、区长、书记，郊区区委书记，中共江西省景德镇市委副书记、市纪委书记、市委政法委书记，江西省委政法委副书记，吉安市委副书记、副市长、代市长、市长、市委书记等职。2011年8月，任中共江西省委副秘书长。2011年10月，任中共江西省委常委。2013年4月，任中共江西省委政法委书记。2016年11月，不再担任中共江西省委常委、政法委书记。2017年1月，当选江西省人大常委会副主任；次月，任江西省人大常委会党组书记。2018年2月24日，当选为第十三届全国人大代表。2021年1月，辞去省人大常委会副主任职务。